# Helmut Brandtner
Helmut Brandtner (* 14. Oktober 1954) war Fußballspieler in der DDR. In der höchsten Spielklasse Oberliga spielte er für die BSG Chemie Buna Schkopau. 
Brandtner, von Beruf Schlosser, kam 1978 im Alter von 23 Jahren aus der drittklassigen Bezirksliga Magdeburg von der BSG Empor Klein Wanzleben zur BSG Chemie Buna Schkopau, die zu dieser Zeit in der zweitklassigen DDR-Liga spielte. Abgesehen von einem einjährigen Reservistendienst in der DDR-Armee zwischen 1979 und 1980 war er bis 1985 bei der BSG Chemie aktiv. 
Der 1,78 m große Stürmer gehörte 1980/81 zu der Schkopauer Überraschungsmannschaft, die den Aufstieg in die Oberliga erreichte. Von den 22 Punkt- und acht Aufstiegsspielen bestritt Brandtner 28 Begegnungen. Er erzielte zwölf Tore, davon allein vier in der Aufstiegsrunde. Mit 26 Jahren begann er im Sommer 1981 seine einzige Oberligasaison. Trainer Olaf Keller setzte ihn von Beginn an als Mittelstürmer ein, und er stand auch in den ersten vier Punktspielen in der Anfangself. Bis auf eine Partie wurde er jedoch stets ausgewechselt und war vom elften Spieltag an nur noch Ersatzspieler. Er kam zwar bis zum Saisonende auf 22 Einsätze in den ausgetragenen 26 Punktspielen, davon bestritt er aber nur vier über die gesamte Spieldauer. Sein einziges Oberligator erzielte er erst am 19. Spieltag, als er beim 1:1 beim Halleschen FC in der 85. Minute den Ausgleich erzielte. Mit diesem Unentschieden konnte sich Schkopau auf den vorletzten Tabellenplatz verbessern, am Saisonende war die Mannschaft mit einem Torverhältnis von 21:77 jedoch schlechteste Oberligamannschaft und wurde nach nur einem Jahr wieder zweitklassig. 
Brandtner spielte mit der BSG Chemie Buna Schkopau noch drei Spielzeiten in der DDR-Liga. Zum Ende der Saison 1984/85 beendete er im Alter von 31 Jahren seine Laufbahn als Fußballspieler im Leistungsbereich. 